# Cesare Zerba
Cesare Zerba (Castelnuovo Scrivia, 15 aprile 1892 – Roma, 11 luglio 1973) è stato un cardinale italiano.

## Biografia
Nacque a Castelnuovo Scrivia il 15 aprile 1892.
Papa Paolo VI lo elevò al rango di cardinale della neonata diaconia di Nostra Signora del Sacro Cuore nel concistoro del 22 febbraio 1965. Partecipò al Concilio Vaticano II.
Morì l'11 luglio 1973 all'età di 81 anni.
Nel 2013, nel ricordo del quarantennale della morte, la Biblioteca comunale di Castelnuovo Scrivia (a cura di R.C. Delconte) ha fondato una Collana di "Quaderni di Teologia" a lui intitolata.

## Genealogia episcopale
La genealogia episcopale è:
- Cardinale Scipione Rebiba
- Cardinale Giulio Antonio Santori
- Cardinale Girolamo Bernerio, O.P.
- Arcivescovo Galeazzo Sanvitale
- Cardinale Ludovico Ludovisi
- Cardinale Luigi Caetani
- Cardinale Ulderico Carpegna
- Cardinale Paluzzo Paluzzi Altieri degli Albertoni
- Papa Benedetto XIII
- Papa Benedetto XIV
- Papa Clemente XIII
- Cardinale Bernardino Giraud
- Cardinale Alessandro Mattei
- Cardinale Pietro Francesco Galleffi
- Cardinale Filippo de Angelis
- Cardinale Amilcare Malagola
- Cardinale Giovanni Tacci Porcelli
- Papa Giovanni XXIII
- Cardinale Cesare Zerba